# تاله روشفلت دایلا
تاله روشفلت دایلا (نروژی: Thale Rushfeldt Deila؛ زادهٔ ۱۵ ژانویهٔ ۲۰۰۰) بازیکن هندبال زن اهل نروژ است.